# Энос (гора)
Э́нос (греч. Αίνος) — высочайшая горная вершина острова Кефалиния в Греции. Её высота составляет 1627 м.
Большая часть горной гряды имеет правовой статус национального парка. Склоны Эноса покрыты пихтой кефалинийской (Abies cephalonica) и сосной чёрной (Pinus nigra) (сосновые леса встречаются между высотами от 700 до 1200 м). В ясные дни панорама включает в себя вид на запад Пелопоннеса и Этолии и острова Закинф, Лефкас и Итаку. Туристической инфраструктуры нет.

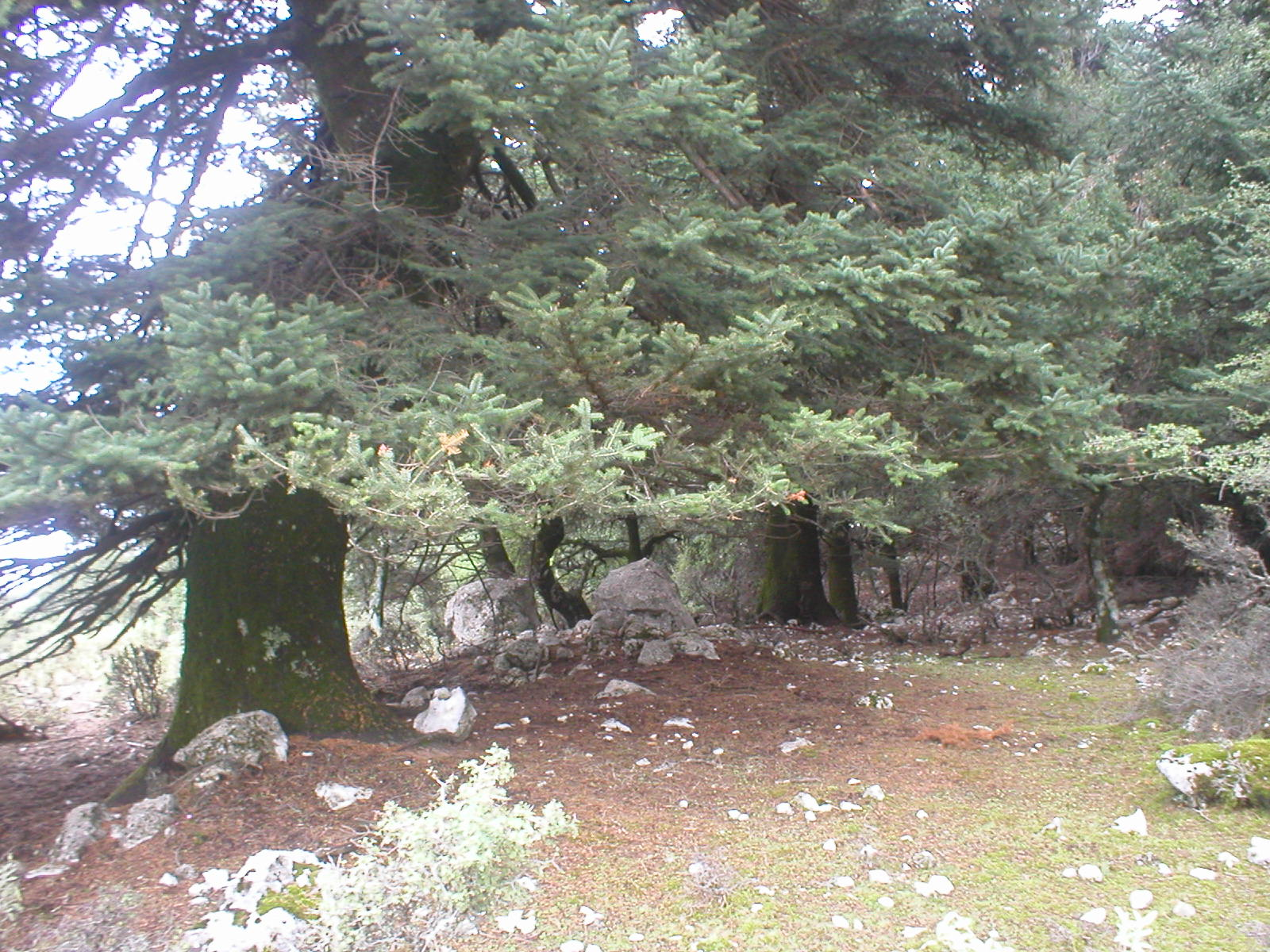
Сосновый лес на склоне Эноса